# Rue des Roses
Ne doit pas être confondu avec Rue des Rosiers (Paris).
La rue des Roses est une voie du 18e arrondissement de Paris, en France.

## Situation et accès
Elle débute au 5, place Hébert, croise la rue de la Madone et la rue Jean-Cottin et se termine au 42, rue de la Chapelle.

## Origine du nom
Elle porte ce nom en raison de son ancienne situation champêtre.

## Historique

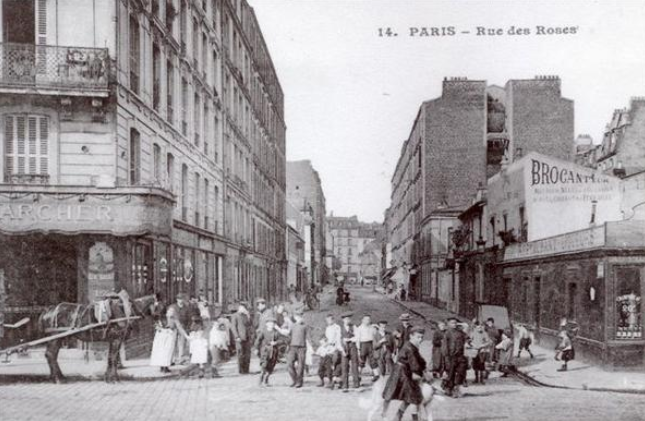
La rue des Roses vue de la place Hébert, vers 1900.

Cette voie, de l'ancienne commune de La Chapelle est appelée « rue des Orfèvres » sur le plan de Beausire (1724-1729) et est tracée sur le plan de Roussel de 1730. Elle s'est appelée, de 1704 à 1867, « rue des Rosiers », du nom du lieu-dit où elle conduisait. 
Rattachée à la voirie de Paris en 1863, elle prend son nom actuel le 26 février 1867.
A l'angle de cette rue et de la rue de la Madone se trouvait au moins jusqu'en 1904, une statue de la Vierge Marie datant du XVIIIe, dans une alcôve protégée par une grille et un toit conique et placée à l'angle de cette rue et de la rue de la Madone. La façade à laquelle cette statue était accrochée était celle d'une maison de l'époque Louis XIII, au numéro 13 de la rue, et qui s'appelait « Maison du peuple de La Chapelle ». La statue est maintenant scellée au mur d'un immeuble situé à l'angle du côté impair (ouest) de la rue de la Madone.

## Bâtiments remarquables et lieux de mémoire

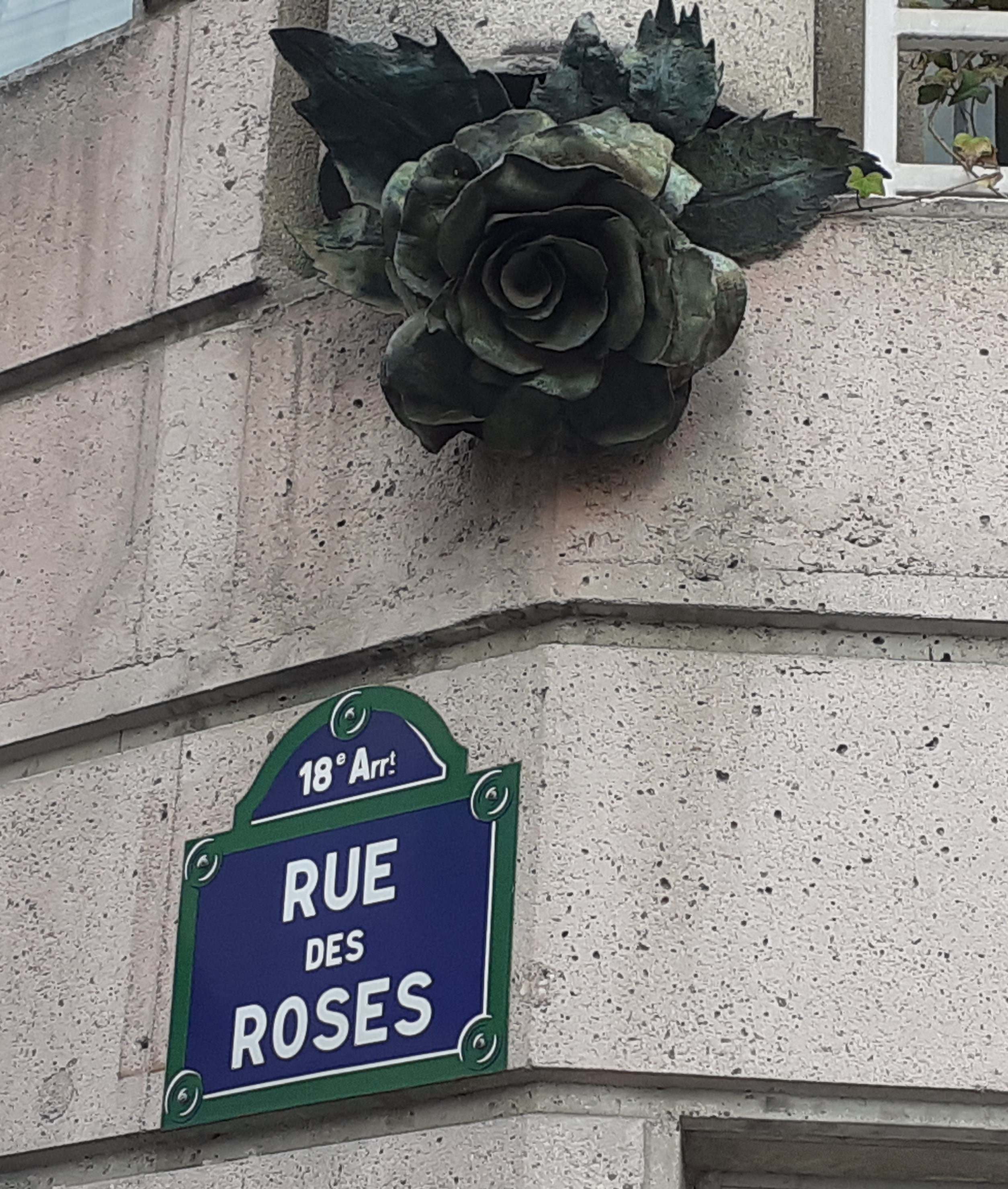
L'une des roses sculptées de la rue des Roses.

- Au no 9 se trouve la Maison provinciale de France des Missionnaires du Sacré-Cœur de Jésus[4].
Campus des Roses du groupe scolaire « La Madone », établissement privé[5].
- Au no 13 se trouvait une maison datant de Louis XIII, que Jacques Sadoul appela « Maison du peuple de La Chapelle », en 1908.
- Au no 22, sur la façade, se trouvent deux roses sculptées, symboliques de la rue des Roses.
- En face de cet édifice se trouve la statue de la Vierge de la rue de la Madone, et un jardin public, le square de la Madone.